# باتريك كوتروني
باتريك كوتروني (بالإيطالية: Patrick Cutrone)‏ (من مواليد مدينة كومو، في 3 يناير 1998)، هو لاعب كرة قدم إيطالي، ويلعب في مركز الهجوم مع نادي ولفرهامبتون المشارك في [[الدوري الإنجليزي لكرة القدم منذ بداية هذا العام 2019. حيث كانت بداياته مع فريق إيه سي ميلان بريميفيرا ثم تدرج للفريق الأول في موسم 2016-17 بعدما تم تصعيده من قطاع الشاب التابع للنادي إلى ان تم انتقالة في الانتقالات الصيفيه لعام 2019 إلى نادي ولفرهامبتون الإنجليزي .

## مسيرته الكروية

### بداياته
ولد باتريك كوتروني في مدينة كومو، حيث بدأ بلعب كرة القدم مع فريق بارادينز بجانب خمسة لاعبين هواة. في سن الثامنة، التحق بأكاديمية ميلان، حيث أمضى معهم إحدى عشرة سنة تدرج خلالها اللعب ضمن مختلف الفئات العمرية حتى التحق بفريق البريمافيرا (تحت 19 سنة).

### ميلان
شارك للمرة الأولى مع فريق إيه سي ميلان الأول بعمر الثامنة عشر في 21 مايو 2017 ضد نادي بولونيا ضمن منافسات الدوري الإيطالي الدرجة الأولى 2016–17، حيث دخل بديلاً لزميله لاعب خط الوسط جيرارد دولوفيو في الدقيقة 85، وانتهى اللقاء بفوز ميلان 3-0. بينما أول مباراة لعب فيها أساسياً كانت ضد نادي كرايوفا الروماني في ملعب السان سيرو بتاريخ 14 مايو 2016 ضمن مسابقة الدوري الأوروبي 2017–18، وانتهى اللقاء بفوز ميلان 2-0. ثم سجل أول أهدافه الأوروبية وأول أهدافه مع فريقه إيه سي ميلان في مباراة الذهاب من نفس البطولة ضد نادي كرايوفا الروماني، في المباراة التي انتهت بنتيجة 2-0.
في 20 أغسطس 2017، سجل كوتروني أول أهدافه في الدوري الإيطالي بالمباراة التي انتهت 2-0 ضد نادي كروتوني ضمن منافسات الدوري الإيطالي الدرجة الأولى 2016–17. بعدها بأبعه أيام وتحديداً في 24 أغسطس 2017 سجل كوتروني ثاني أهدافه الأوروبية ضد نادي شكينديا الألباني في المباراة التي انتهت 1-0 ضمن منافسات الدوري الأوروبي 2017–18. وفي 28 أغسطس 2017 سجل الشاب كوتروني هدف الفوز لفريقه إيه سي ميلان في المباراة التي انتخهت 2-1 ضد نادي كالياري منافسات الدوري الإيطالي الدرجة الأولى 2016–17.

### ولفرهامبتون
في الانتقالات الصيفيه انتقل اللاعب من نادي ( إيه سي ميلان ) الإيطالي إلى نادي ( ولفرهامبتون ) الإنجليزي .

### إيطاليا
تدرج كوتروني في تمثيل جميع الفئات السنية لمنتخب إيطاليا، حيث سبق وأن شارك مع منتخب إيطاليا تحت 15 سنة ومنتخب إيطاليا تحت 16 سنة ومنتخب إيطاليا تحت 17 سنة ومنتخب إيطاليا تحت 18 سنة ومنتخب إيطاليا تحت 19 سنة. حيث شارك معهم بالمجمل في 57 مباراة وسجل 27 هدفاً. حيث كان كوتروني جزءاً من تشكيلة إيطاليا الأساسية في بطولتي بطولة أوروبا تحت 17 سنة لكرة القدم 2015 وكذلك في بطولة أوروبا تحت 19 سنة لكرة القدم 2016.
كان أول ظهور له مع منتخب إيطاليا تحت 21 سنة في 1 سبتمبر 2017، في مباراة ودية خسرتها إيطاليا بنتيجة 3-0 ضد إسبانيا. بعد ثلاثة أيام 4 سبتمبر 2017، لعب مباراته الثانية ضد سلوفينيا، واستطاع تسجيل هدفه الأول مع منتخب إيطاليا تحت 21 سنة في المباراة التي انتهت بفوز إيطاليا بنتيجة 4-1.

## إحصائيات

### النادي
آخر تحديث 31 أغسطس 2018.
| النادي        | الموسم        | الدوري                        | الدوري | الدوري | الكأس المحلي | الكأس المحلي | قارياً | قارياً | أخرى | أخرى | المجموع | المجموع |
| النادي        | الموسم        | الدوري                        | لعب    | سجل    | لعب          | سجل          | لعب   | سجل   | لعب  | سجل  | لعب     | سجل     |
| ------------- | ------------- | ----------------------------- | ------ | ------ | ------------ | ------------ | ----- | ----- | ---- | ---- | ------- | ------- |
| إيه سي ميلان  | 2016–17       | الدوري الإيطالي الدرجة الأولى | 1      | 0      | 0            | 0            | —     | 0     | 0    | 1    | 0       |         |
| إيه سي ميلان  | 2017–18       | الدوري الإيطالي الدرجة الأولى | 28     | 10     | 5            | 2            | 13    | 6     | —    | —    | 46      | 18      |
| إيه سي ميلان  | 2018–19       | الدوري الإيطالي الدرجة الأولى | 2      | 1      | 0            | 0            | 0     | 0     | —    | —    | 2       | 1       |
| المجموع الكلي | المجموع الكلي | المجموع الكلي                 | 31     | 11     | 5            | 2            | 13    | 6     | 0    | 0    | 49      | 19      |

### المنتخب الوطني
آخر تحديث 23 مارس 2018.
| المنتحب الوطني | السنة   | المشاركات | الأهداف |
| -------------- | ------- | --------- | ------- |
| إيطاليا        |         |           |         |
| 2018           | 1       | 0         |         |
| المجموع        | المجموع | 1         | 0       |

## روابط خارجية
- باتريك كوتروني على موقع الاتحاد الأوربي (الإنجليزية)
- باتريك كوتروني على موقع قاعدة بيانات كرة القدم.إي يو (الإنجليزية)
- باتريك كوتروني على موقع ليكيب (الفرنسية)
- باتريك كوتروني على موقع ناشيونال فوتبول تيمز (الإنجليزية)
- باتريك كوتروني على موقع Soccerbase.com (لاعب) (الإنجليزية)
- باتريك كوتروني على موقع Soccerway.com (الإنجليزية)
- باتريك كوتروني على موقع عالم كرة القدم.نت (الإنجليزية)